# Wojciech Papież
Wojciech Bernard Papież (ur. 6 kwietnia 1935 w Mosinie, zm. 6 sierpnia 1999 w Szczecinie) – polski bokser, mistrz Polski (1959).

## Życiorys
Urodził się 6 kwietnia 1935 w Mosinie, w rodzinie kolejarskiej (ojciec był zawiadowcą stacji), jako siódme z ośmiorga dzieci. W 1943 cała rodzina została aresztowana, najstarszy syn brał bowiem udział w ruchu oporu. Matka i najstarsza siostra zginęły w Auschwitz-Birkenau. Ośmioletni Wojtek, wraz ze starszym o dwa lata bratem Jerzym, został osadzony w niemieckim nazistowskim obozie dla polskich dzieci w Łodzi. Po wojnie ukończył Technikum Budowlane w Poznaniu. W wieku 16 lat, w 1951 roku, podjął treningi bokserskie w „Gwardii” Poznań. W miarę rozwoju kariery zmieniał kluby – przechodząc w 1953 do „Unii” Mosina, w 1954 do „AZS” Poznań i w 1958 do „Warty” Poznań. Po maturze dostał się na studia na Politechnikę Poznańską i w 1959 ukończył ją z wynikiem bardzo dobrym, zdobywając dyplom magistra inżyniera. W 1955 roku na turnieju w Łodzi zdobył w wadze lekkiej tytuł Akademickiego Mistrza Polski. Wszystkich swych rywali zwyciężył w pierwszym starciu. Po ukończeniu studiów przeniósł się do Szczecina i został zawodnikiem I-ligowej Pogoni. W jej barwach startował do końca kariery, czyli przez 4 lata (1959-1963). Jego największym sukcesem było zdobycie w roku 1959 tytułu mistrza Polski w wadze lekkopółśredniej (zwyciężył wtedy Poskrobko, Ordyniaka, Owczarczyka i Józefa Pińskiego). Był wieloletnim członkiem kadry narodowej i kadry olimpijskiej. W pracy zawodowej pełnił wysokie i odpowiedzialne funkcje – m.in. był przez 8 lat dyrektorem ds. technicznych w Stoczni Rzecznej „Odra”, a potem przez 3 lata pracował na Kubie jako doradca ds. technicznych w stoczni w Hawanie.
Zmarł 6 sierpnia 1999 w Szczecinie i został pochowany na cmentarzu komunalnym Szczecin  Dąbie.

## Osiągnięcia
- 1955 – Akademicki Mistrz Polski w wadze lekkiej
- 1956 i 1957 – wicemistrz okręgu poznańskiego
- 1958 i 1959 – mistrz okręgu poznańskiego
- 1960, 1961, 1962 – mistrz okręgu szczecińskiego
- 1963 – wicemistrz okręgu szczecińskiego
- 1959 – mistrz Polski w wadze lekkopółśredniej